# Мунго (департамент)
Мунго (фр. Moungo) — один из 4 департаментов Прибрежного региона Камеруна. Находится в северо-восточной части региона, занимая площадь в 3 723 км².
Административным центром департамента является город Нконгсамба (фр. Nkongsamba). Граничит с департаментами: Купе-Маненгуба (на севере и западе), Меме (на западе), Фако (на юге), Вури (на юге), Нкам (на востоке)  От-Нкам (на северо-востоке).

## Административное деление

Департамент Мунго на карте Прибрежного региона

Департамент Мунго подразделяется на 12 коммун:
1. Баре (фр. Baré)
2. Боналеа (фр. Bonaléa)
3. Дибомбари (фр. Dibombari)
4. Эбоне (фр. Ebone)
5. Лум (фр. Loum)
6. Манжо (фр. Manjo)
7. Мбанга (фр. Mbanga)
8. Мелонг (фр. Melong)
9. Момбо (фр. Mombo)
10. Нконгсамба 1 (фр. Nkongsamba 1er)
11. Нконгсамба 2 (фр. Nkongsamba 2e)
12. Нконгсамба 3 (фр. Nkongsamba 3e)
13. Пенжа (фр. Penja)